# Shiv Charan Mathur
Shiv Charan Mathur   (14 de febrer de 1926 - Nova Delhi, 25 de juny de 2009) va ser un polític indi.
Afiliat del Partit de Congrés, després de ser membre de l'assemblea legislativa del Rajasthan i ocupar diversos càrrecs en el govern d'aquest estat, fou ministre principal de Rajasthan del 14 de juliol de 1981 al 23 de febrer de 1985 i altre cop del 20 de gener de 1988 al 4 de desembre de 1989, i nomenat governador d'Assam el 5 de juny de 2008 en substitució del tinent general (retirat) Ajoy Kumar Singh. Va morir per aturada cardiorespiratòria el 25 de juny de 2009.